# Svizzera all'Eurovision Song Contest 1976
La Selezione Svizzera per l'Eurofestival 1976 si svolse a Lugano il 14 gennaio 1976.

## Canzoni in ordine di classifica
| Posizione | Canzone                          | Artista                   |
| 1.        | Djambo Djambo                    | Peter, Sue & Marc         |
| 2.        | Des lendemains                   | Georgia Gibson            |
| 3.        | Musique dans les cours           | Michel Guex               |
| 4.        | C'est pour la vie Con un sorriso | Henri Dès Marisa Frigerio |
| 6.        | Oui, c'est bien fait pour moi    | Georgia Gibson            |
| 7.        | La giostra gira                  | Anita Traversi            |
| 8.        | Polo                             | Groupe Osmose             |
| 9.        | Arrivederci                      | Anita Traversi            |
| --        | Sing mit mir                     | Any Spirig                |